# Ахмед, Башир (хоккеист на траве, 1934)
Башир Ахмед (урду بشیر احمد‎, англ. Bashir Ahmed, 23 декабря 1934, Карачи, Британская Индия) — пакистанский хоккеист (хоккей на траве), полузащитник. Олимпийский чемпион 1960 года.

## Биография
Башир Ахмед родился 23 декабря 1934 года в индийском городе Карачи (сейчас в Пакистане).
В 1960 году вошёл в состав сборной Пакистана по хоккею на траве на Олимпийских играх в Риме и завоевал золотую медаль. Играл на позиции полузащитника, провёл 6 матчей, мячей не забивал.
В 1962 году в составе сборной Пакистана завоевал золото на летних Азиатских играх в Джакарте.
В 1960—1963 годах провёл за сборную Пакистана 8 матчей, забил 1 мяч.